# Opál
Opál je minerál, hydrogel s kolísavým obsahem vody, jehož chemický vzorec je SiO2·nH2O. Voda zde bývá zastoupena nejčastěji mezi jedním až třemi hmotnostními procenty, ale v některých případech může dosahovat až 20 %. Ve světě se vyskytuje mnoho odrůd opálu, jako např. drahý opál, ohnivý opál, dřevitý opál či keříčkovitý opál. Opál vzniká z vychladlých postvulkanických roztoků vysrážením křemičité substance. Typická hra barev, tzv. opalizace u drahého opálu vzniká světelnou interferencí na rozhraní mikroskopických vrstviček gelovitých kuliček opálu.

## Historie
Název pochází ze staroindického upala, tj. drahý kámen. Drahý opál byl znám už dávno ve starověku, v 6. století před n. l. byl opěvován básníkem Onomakritem a řecký přírodozpytec Dioskorides ho v 1. století n. l. označil za skutečný drahokam. Až do objevení Ameriky se nejcennější opály nacházely na území východního Slovenska v okolí obce Červenica. Obsah křemene v slovenském drahém opálu se pohybuje v rozpětí 89,0 – 93,3 % a obsah vody od 6,1 do 10,9 %. Po dobytí Mexika se do Evropy dostaly tzv. aztécké opály, které uchvátily tehdejší sběratele. Nejbohatší nálezy drahého opálu pocházejí z australských nalezišť, které byly objeveny ve druhé polovině 19. století. V současnosti se na území Austrálie nachází a také těží přibližně 95 % všech drahých opálů na světě. O zbývajících 5 % se větší či menší měrou dělí asi 19 státních území. Přičemž ve většině z nich se drahé opály pouze nacházejí a jen v devíti státech probíhá i jejich těžba. Roku 1921 bylo náhodou objeveno umělé barvení opálů. Francouzský nájemce opálových dolů v Dubníku na Slovensku Bittner-Belangenay totiž několik opálů, které ležely na stole, omylem polil inkoustem. Kusy se obarvily tak dokonale, že i po zaschnutí, opláchnutí i vybroušení měly nevídané barvy. Takto obarvené opály jsou označovány jako chameleoni.

## Vznik
Geneze opálu není zcela uspokojivě vysvětlena. Předpokládá se, že opály vznikají za zvýšených teplot a tlaků z křemičitanů, které se mohou buď uvolňovat z organických zdrojů jako z křemičitých schránek rozsivek, jehlicí mořských hub, anebo z anorganických zdrojů jako jsou silikátové minerály, či křemen. Křemičitá složka se pozvolna rozpouští v alkalickém prostředí a při změně podmínek prostředí na kyselé a současně snížení tlaku nastává opětovné srážení křemene v podobě opálu.

## Vlastnosti
Vlivem nepříliš pevné atomární vazby mezi atomy kyslíku a křemíku jsou opály poměrně nestabilní minerály, které se snadno poškodí. Při kontaktu s jiným materiálem se často poškrábají, či při pádu se mohou roztříštit na menší tělesa. Některé druhy opálu jsou schopny měnit svoji barvu v závislosti na teplotě a to i při kontaktu s lidským teplem. Mají schopnost vázat vodu a nečistoty, což může vést také ke změně jejich barvy, pokud jsou vystaveny vodě.

## Odrůdy

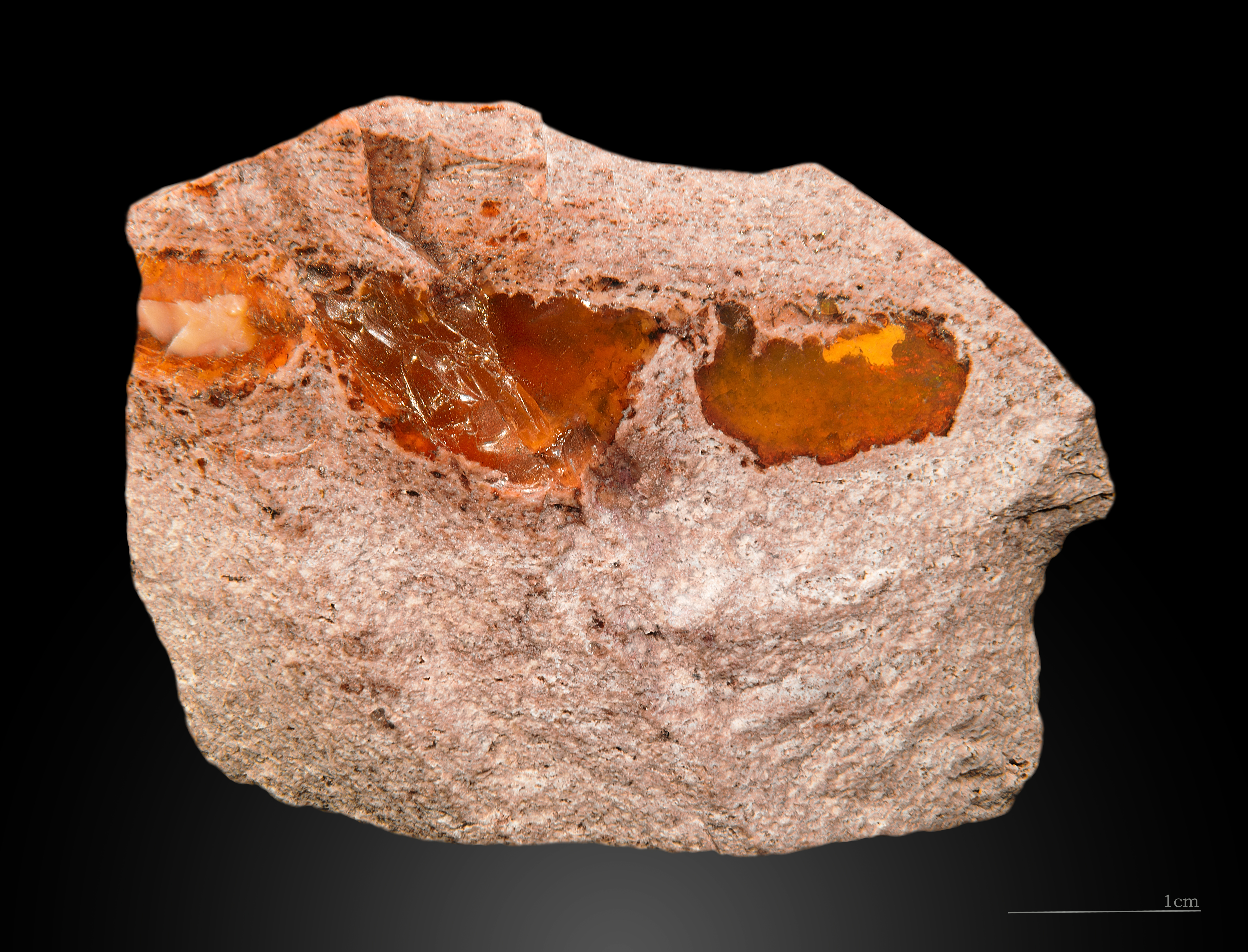
ohnivý opál

- hyalit – nejčistší forma opálu, který je bezbarvý a čirý (skelný opál) a vždy bez barvoměny. Název je odvozen z řeckého slova "hialos" sklo
- mléčný (bílý) opál – mléčně bílý, neprůhledný a jen na okrajích průsvitný. Pokud je s barvoměnou, pak se jedná o drahý opál (Slovensko, Austrálie)
- dendritický opál (mechový opál, keříčkový opál) – bílý, neprůhledný a prostoupený sítí jemných černých dendritů (oxidů či hydroxidů železa nebo manganu)
- ohnivý opál – hyacintově červený a průsvitný, zabarvení kolísá mezi žlutou, světle hnědožlutou, oranžovo-červenou až tmavě hnědočervenou. Bývá i s barvoměnou a potom už se jedná o drahý opál (Mexiko).
- drahý opál – nejvzácnější, nejžádanější a také nejcennější. Jedná se o přírodní opály, které vznikaly buď procesem zvětrávání (Austrálie) nebo vulkanickou činností (např. Slovensko, Etiopie) a mají schopnost opalizovat. Tzn. že dopadající světelné záření se rozkládá ve spektrum monochromatických světelných záření, které lidské oko vnímá jako spektrální barvy(červená, oranžová, žlutá, modrá a fialová). Tato „hra barev“ neboli barvoměna, jak se také lidově říká opalizaci, pak vytváří neuvěřitelný kaleidoskop barevných vzorů a proměn. Pro tuto vlastnost bývají přírodní drahé opály vyhledávané zejména v klenotnictví pro šperkařské účely.
- modrý opál – průsvitný, vzácně až průhledný modrý opál. Nazývaný také andský opál, především z peruánských nalezišť, velmi vzácně obsahuje černé dendrity.
- růžový opál – růžová barva, neprůhledný, jen na okrajích průsvitný, často ve směsi s chalcedonem, nachází se především v Peru.
- prasopál – zelený (zbarvený niklem, případně chromem)
- voskový opál – neprůhledný žluto-hnědý
- černý opál – je buď prostý černý opál (zbarvený manganem) a nebo odrůda vzácného australského černého opálu (opalizuje), který se nachází ve vrstvách jílu.
- hydrofán – označení pro drahé opály, které vznikly pouze vulkanickou činností (např. Slovensko, Etiopie) a mají schopnost absorbovat vodu. Díky tomu se změní z neprůhledného nebo poloprůsvitného na zcela průsvitný nebo průhledný. Někdy absorpce vody zdůrazní hru barev (opalizaci). Po vyschnutí se opál opět vrací do původní bezbarvé nebo neprůhledné podoby.[7]
- dřevitý opál – zkamenělé dřevo prosycené opálem, má různé barvy
- tabašir – opál s obsahem zkamenělých stébel
- kašolong – křídově bílá směs opálu s chalcedonem, obsahuje ze všech opálů nejméně vody
- Menilit – je vrstevnatý sedimentární opál
- Gejzírit – je opál vysrážený z termálních pramenů
- boulder opál – opalizující hlízy limonitu. Boulder opál = odrůda australského drahého opálu (opalizuje) a nachází se v konkrecích železitého pískovce.
- obecný opál – přírodní opál bez opalizace, protože dopadající světelné záření z části absorbuje a z části nezměněné odráží. Jsou celistvé, neprůhledné až průsvitné různých barev, podle kterých jsou většinou i pojmenované.

## Žlutý opál

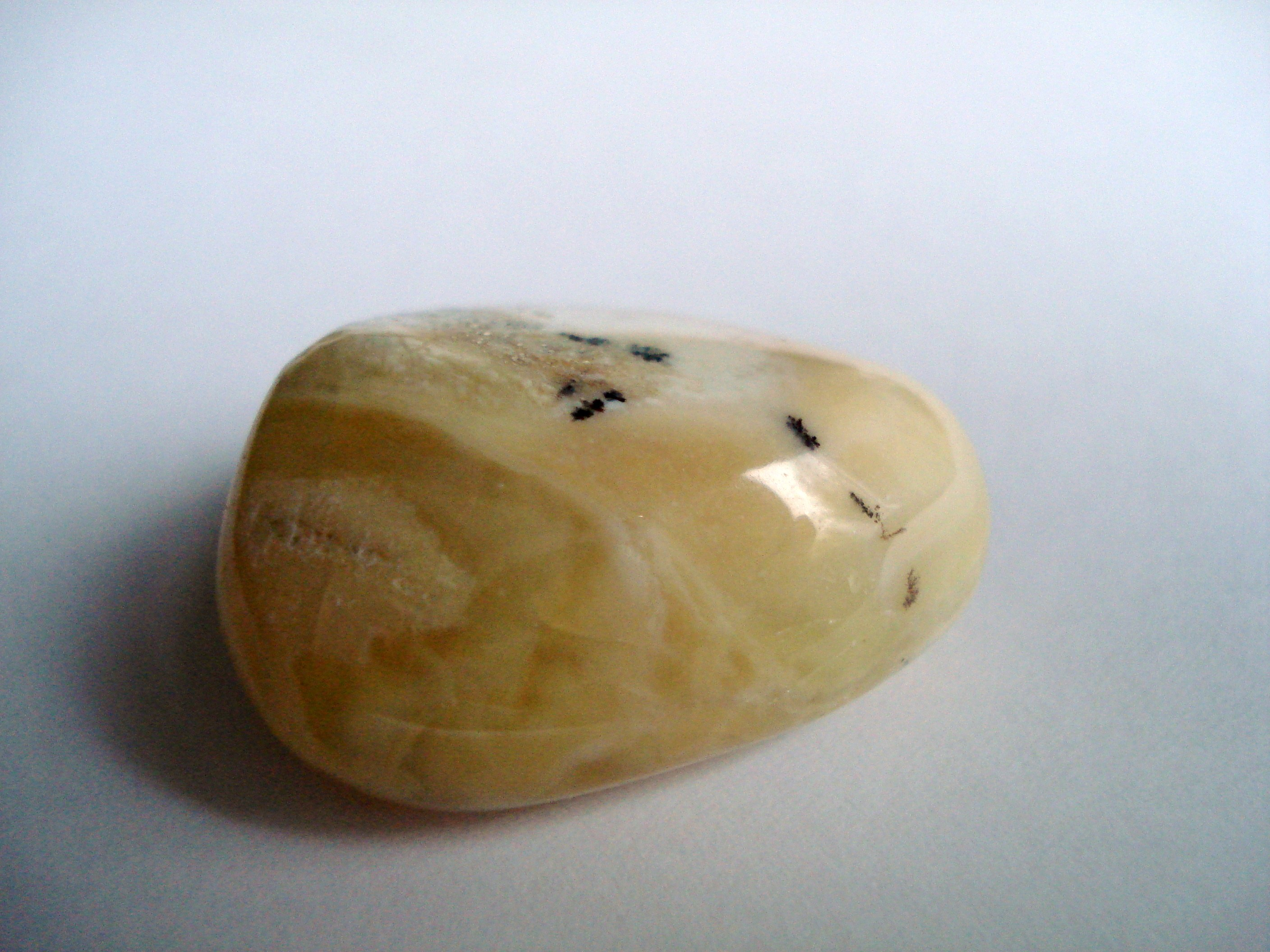
Žlutý opál

Jedna z odrůd opálu je žlutý opál. Nejen žlutý opál, ale zejména drahý opál všeobecně patřil již od starověku k tajemným a vysoce ceněným kamenům, jimž byla připisována neobyčejná magická síla.

## Využití
Opály se využívají především v klenotnictví pro šperkařské účely. Jsou jimi osazovány prsteny, náhrdelníky a další. Oproti většině dalších drahokamů se nedá většina opálů brousit (vyjma ohnivého opálu), proto je jeho povrch opravován pomocí zaoblování a vyhlazování.
Nedoporučuje se, aby se opál omýval vodou, ale aby se na jeho údržbu používal měkký hadr napuštěný strojním olejem, jelikož z vody by opál mohl do sebe vytáhnout nečistoty a změnit tím svoji barvu. Následně by se měl vyleštit.